# Фергюсон, Хелен
Хелен Фергюсон (англ. Helen Ferguson; 23 июля 1901 — 14 марта 1977) — американская актриса и публицист.

## Биография
Хелен Фергюсон родилась 23 июля 1901 года в Декейтере, Иллинойс. Она окончила среднюю школу Николая в Чикаго и Академию изящных искусств. Позже некоторое время работала газетным репортёром.
Считается, что карьеру актрисы она начала в 1914 году, хотя её первая зарегистрированная роль относится к 1917 году. В 1922 году она снялась в главной роли в картине «Голодное сердце» продюсера Сэмюэля Голдвина. Последующие её работы были в основном в вестернах, комедиях и сериалах. Также, в 1922 году в рекламной кампании WAMPAS Baby Stars Хелен стала одной из 13 молодых актрис, подававших надежды в кинематографе.
В 1925 году Фергюсон вышла замуж за Уильяма Рассела, но в 1929 году он умирает. В следующем году она выходит замуж за банкира Ричарда Харгривза. В это время Хелен решила оставить кинематограф и сосредоточиться на сценической работе, но особо успеха ей это не принесло.
В 1933 году Фергюсон вернулась в кино, и последующие работы поставили её в ряд с такими легендами, как Генри Фонда, Барбара Стэнвик и Роберт Тейлор, и многими другими.
Хелен Фергюсон умерла 14 марта 1977 года в Клируотере, Флорида. Была похоронена на кладбище Форест-Лаун, Глендейл, Калифорния.
Фергюсон была удостоена звезды на Голливудской «Аллее славы» за вклад в киноиндустрию.